# Ли Ховон
Ли Ховон (кор. 이호원; род. 28 марта 1991, Пусан, Республика Корея) — южнокорейский певец, рэпер, танцор и актёр, более известный под псевдонимом Hoya (호야). Бывший участник бой-бэнда Infinite, который дебютировал в 2010 году с Woollim Entertainment.

## Биография
Хоя бросил старшую школу в первый год своей учебы, чтобы осуществить свою мечту — стать певцом. Однако, его отец был против, из-за чего Ховону пришлось уйти из дома. После ухода со школы, Хоя прошёл много прослушиваний до того, как он стал трейни своей нынешней компании — Woolim Entertainment. Он был принят в качестве трейни в JYPE, но позже ушёл из компании по неизвестным причинам. Позднее, он все же окончил среднюю школу, и сдал все экзамены. Со временем, отец все же принял его и теперь искренне поддерживает сына и Infinite.
9 июня 2010 года Infinite дебютировали с синглом «First Invasion» («다시돌아와, тащи торава»).
30 апреля 2012 года было объявлено, что Хоя дебютирует в качестве актера в дораме канала tvN «Ответь мне, 1997» («응답하라, ындапхара»). Дорама имела много положительных отзывов, как от зрителей, так и от критиков.
10 января 2013 года Хоя, вместе с коллегой по группе Дону, дебютировали в составе хип-хоп дуэта Infinite H (хангыль: 인피니트H). Они выпустили свой первый мини-альбом «Fly High»

## Актёрская карьера
| Год     | Название                        | Роль              |
| ------- | ------------------------------- | ----------------- |
| 2010    | Бегущий человек                 | Играет сам себя   |
| 2012    | Вернуться в 1997                | Кан Джун-хи       |
| 2013    | Вернуться в 1994                | Кан Джун-хи       |
| 2014    | Слишком хороша для меня         | Kang Rae-heon     |
| 2015    | Маска                           | Byeon Ji-hyeok    |
| 2016    | Хия                             | Lee Jin-ho        |
| 2017-18 | Два копа                        | Dokgo Seong-hyeok |
| 2017    | Суперсемья 2017                 | Lee Gwi-nam       |
| 2017    | Сияющий офис                    | Jang Kang-ho      |
| 2018    | Дьявольская радость             | Seong Gi-joon     |
| 2019    | Король хип-хопа                 | Bang Yeong-baek   |
| 2021    | Городские легенды: Зубные черви | Choong-jae        |
| 2022    | Городские легенды: Возвращение  | Choong-jae        |
| 2022    | Рождение                        | Choi Yang-eop     |